# Alexis Ruano
Alexis Ruano Delgado (Málaga, 4. kolovoza 1985.), poznatiji kao Alexis je bivši španjolski nogometaš. Igrao je na poziciji lijevog braniča.

## Trofeji
Valencia:
- Kup Kralja (1): 2007./08.

Beşiktaş:
- Süper Lig (1): 2015./16.

## Vanjske poveznice
- Profil na Transfermarktu
- Profil na Soccerwayu